# Gina Lagorio
Pour les articles homonymes, voir Lagorio.
Œuvres principales
La spiaggia del lupo
Tosca dei gatti
Gina Lagorio, née Gina Bernocco le 18 juin 1922 à Bra et morte le 17 juillet 2005 à Milan, est une écrivaine italienne associée à la « Génération des années trente ». Elle a également été députée de la Xe législature de la République italienne de 1987 à 1992.

## Biographie
Gina Bernocco fait des études de littérature anglaise à l'université de Turin avant d'épouser Emilio Lagorio, mort en 1964, mais dont elle gardera toute sa vie le nom en tant qu'écrivaine.
Elle a été élue députée de la Gauche indépendante sous la Xe législature de la République italienne et siégea comme députée au parlement italien de 1987 à 1992.

## Œuvre
Romans
- II polline, 1966
- Un ciclone chiamato Tittì, 1969
- Approssimato per difetto, 1971
- Qualcosa nell'aria, 1975
- La spiaggia del lupo, 1977 – prix Campiello
- Fuori scena, Milano, 1979
- Tosca dei gatti, 1984 – prix Viareggio
- II golfo del paradiso, 1987 – prix Rapallo-Carige
- Tra le mura stellate, 1991
- II silenzio, 1993
- Il bastardo, 1996 – prix de la Société des lecteurs de Lucques-Rome
- Inventario, 1997
- L'arcadia americana, 1999
- Elogio della zucca, 2000
- Raccontiamoci com'è andata, 2003
- Capita, 2005 (posthume)

Essais
- Fenoglio,, 1970
- Cultura e letteratura ligure del '900, 1972
- Sui racconti di Sbarbaro, 1973
- Sbarbaro controcorrente, 1973
- Angelo Barile e la poesia dell'intima trasparenza, 1973
- Sbarbaro, un modo spoglio di esistere,  1981
- Penelope senza tela, 1984
- Freddo al cuore, 1989
- Il decalogo di Kieslowski, 1992

Livres pour la jeunesse
- Le novelle di Simonetta, 1950
- Attila re degli Unni, 1964

Théâtre
- Non più mille, proposta per un'identificazione (en collaboration avec V Faggi), 1975